# Dallara
 Dallara  va ser un equip de competició italià amb seu a Parma, Itàlia que va arribar a disputar curses a la Fórmula 1.

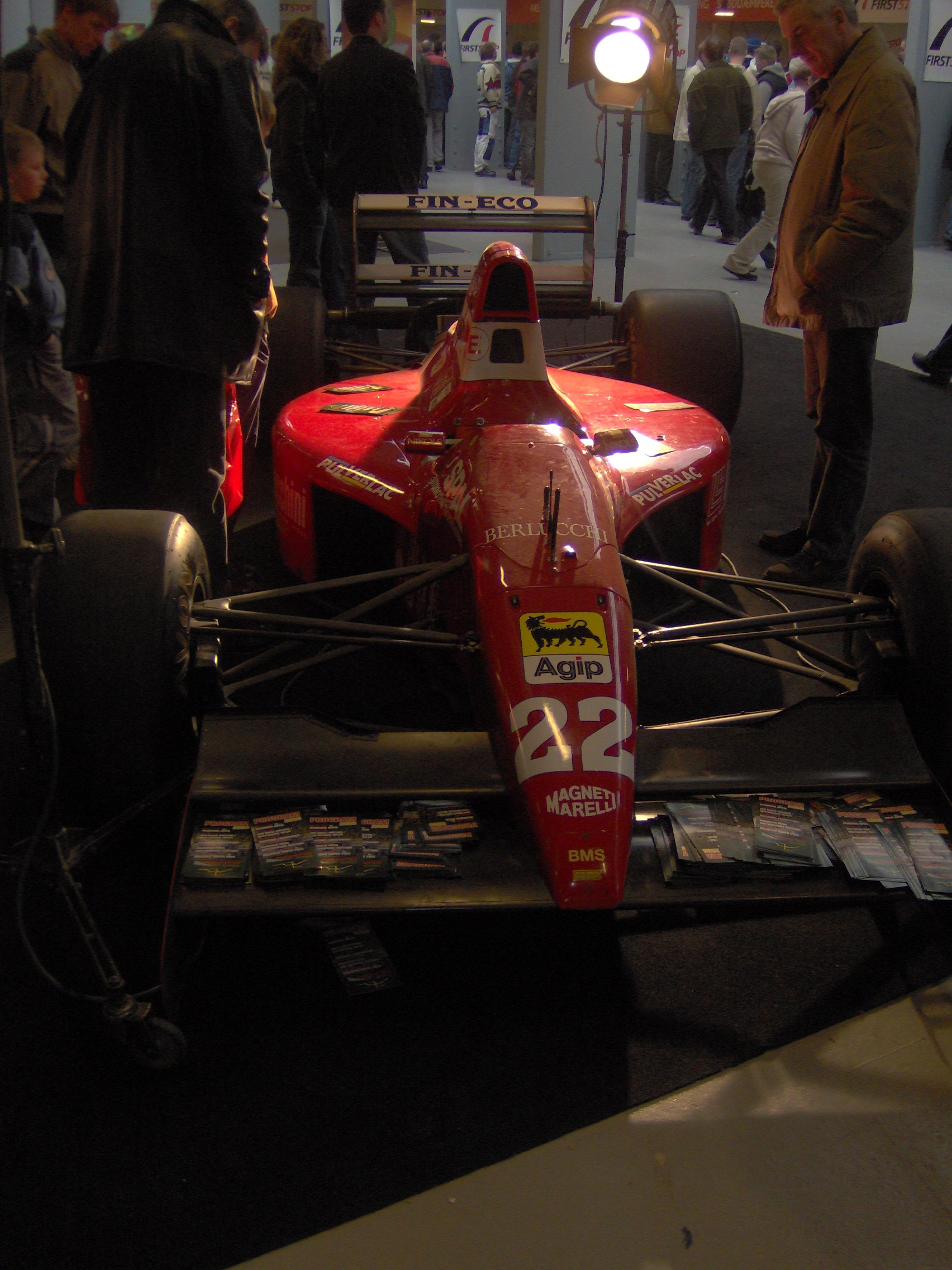
Un Dallara de l'any 1991.

## Història
L'equip va debutar a la F1 el 3 d'abril del 1988 al GP de Brasil amb el pilot Alex Caffi no classificant-se per prendre part de la cursa.
L'escuderia va prendre part a cinc temporades consecutives (1988 - 1992), disputant un total de vuitanta curses amb cent quaranta-quatre monoplaces, ja que la primera temporada només la disputaren amb un sol cotxe.
L'equip va aconseguir una tercera posició (en dues ocasions) com millor classificació en una cursa i va assolir quinze punts pel campionat del món de constructors.
Es van retirar de la F1 però encara disputen curses en l'actualitat en altres competicions automobilístiques.

## Resum
| Curses:  | Victòries: | Pòdiums: | Poles: | Voltes ràpides: | Punts: |
| -------- | ---------- | -------- | ------ | --------------- | ------ |
| 80 (144) | 0          | 2        | 0      | 0               | 15     |